# Jaran Sathoengram
Jaran Sathoengram (* 9. Februar 1993) ist ein thailändischer Leichtathlet, der sich auf den Sprint spezialisiert hat.

## Sportliche Laufbahn
Erste internationale Erfahrungen sammelte Jaran Sathoengram bei den Juniorenweltmeisterschaften 2012 in Barcelona, bei der er mit der thailändischen 4-mal-100-Meter-Staffel mit 39,68 s in der ersten Runde ausschied. Im Jahr darauf startete er im 200-Meter-Lauf bei der Sommer-Universiade in Kasan, scheiterte dort aber mit 22,00 s bereits im Vorlauf. Bei den Asienspielen in Incheon kam er mit der Staffel im Vorlauf zum Einsatz; die Mannschaft erreichte später im Finale Rang vier. 2015 wurde er mit der Staffel in 38,98 s Fünfter bei den Asienmeisterschaften in Wuhan. Kurz darauf gewann er bei den Südostasienspielen in Singapur in 21,05 s die Silbermedaille über 200 Meter. Mit der thailändischen Stafette nahm er erneut an den Studentenweltspielen in Gwangju teil und kam dort auf den fünften Platz. Auch zwei Jahre später nahm er an den Asienmeisterschaften in Bhubaneswar teil und gewann mit der Staffel in 39,38 s die Silbermedaille hinter der Mannschaft aus China. Anschließend siegte er bei den Südostasienspielen in Kuala Lumpur und wurde bei der Sommer-Universiade in Taipeh in 39,22 s Fünfter.
2018 nahm er erneut mit der Staffel an den Asienspielen in Jakarta teil und belegte mit der thailändischen Stafette in 39,29 s den sechsten Platz.
2012 wurde Sathoengram Thailändischer Meister im 100-Meter-Lauf.

## Persönliche Bestleistungen
- 100 Meter: 10,52 s (−0,1 m/s), 15. Mai 2015 in Taipeh
- 200 Meter: 21,05 s (−0,1 m/s), 10. Juni 2015 in Singapur